# Stazione di Candia Canavese
Stazione di Candia Canavese vasútállomás Olaszországban, Candia Canavese településen.

## Vasútvonalak
Az állomást az alábbi vasútvonalak érintik:
- Chivasso-Ivrea-Aosta-vasútvonal

## Kapcsolódó állomások
A vasútállomáshoz az alábbi állomások vannak a legközelebb:
- Stazione di Caluso
- Stazione di Mercenasco